# To Lefty from Willie
To Lefty from Willie è il ventunesimo album in studio del cantante di musica country statunitense Willie Nelson, pubblicato nel 1977.

## Tracce
1. Mom and Dad's Waltz (Lefty Frizzell) - 3:02
2. Look What Thoughts Will Do (Frizzell, Dub Dickerson, Jim Beck) - 2:42
3. I Love You a Thousand Ways (Frizzell, Beck) - 2:59
4. Always Late (With Your Kisses) (Frizzell, Blackie Crawford) - 2:25
5. I Want to Be With You Always (Frizzell, Beck) - 2:39
6. She's Gone, Gone, Gone (Harlan Howard) - 2:31
7. A Little Unfair (Chuck Howard, Hank Cochran) - 3:42
8. I Never Go Around Mirrors (Frizzell, Sanger D. Shafer) - 2:34
9. That's the Way Love Goes (Frizzell, Shafer) - 3:11
10. Railroad Lady (Jay Walker, Jimmy Buffett) - 2:39